# Михайлюк Михайло Миколайович
Миха́йло Микола́йович Михайлю́к (нар. 14 квітня 1944, Пашутинці, Красилівський район, Кам'янець-Подільська область) — український скульптор. Член НСХУ (1983). Заслужений художник України (2017).

## Життєпис
Народився 14 квітня 1944 року в селі Пашутинці в сім'ї колгоспників. Закінчив місцеву початкову школу, а потім здобував освіту у Веселівській та Западинецькій середніх школах. Службу в радянському війську відбув в Німеччині.
Закінчив Львівське державне училище прикладного та декоративного мистецтва ім. І. Труша (1973). Після закінчення отримує направлення на навчання у Львівському державному інституті прикладного та декоративного мистецтва, факультет проектування інтер'єру та обладнання (1973—1978). Під час навчання створював портрети та пластичні композиції реалізовані за допомогою каменю, дерева та кованої міді.
Початок виставкової діяльності Михайла Михайлюка припадає на 1971 рік. Твори «Марічка» і «Дума про матір» експоновані на художніх виставках Львівської картинної галереї.
Після закінчення навчання направлений в Художній фонд Закарпатської області. Поєднував творчість з педагогічною діяльністю в Ужгородському училищі прикладного та декоративного мистецтва.
Перша персональна виставка творів відбулася в Краєзнавчому музеї Ужгорода (1983).
Член Національної спілки художників України з 1983 року.
Живе і працює в Ужгороді.

## Виставки
Михайло Михайлюк — учасник багатьох персональних, групових, обласних та республіканських художніх виставок в Україні та за кордоном:
- Сьома виставка творів молодих художників (Львів, 1973).
- Художня виставка «Земля і люди» (Львів, 1974).
- Обласна художня виставка (Львів, 1976).
- Двадцять шоста обласна виставка творів художників Закарпаття (Ужгород, 1978).
- Республіканська виставка творів художників Ужгорода (Київ, 1980).
- Виставка творів художників Закарпаття (Сату-Маре, 1981).
- Виставка творів художників Закарпаття (Сабольч, 1986).
- Виставка творів художників Закарпаття (Сату-Маре, 1987).
- Виставка творів художників Закарпаття в (Кошиці, 1987).
- Виставка творів закарпатських художників (Київ, 1994).
- Ювілейна виставка до 50-річчя Закарпатської організації Спілки художників України (Ужгород, 1995).
- Обласна виставка «Осінь-1997»  (Ужгород, 1997).
- Персональна ювілейна виставка творів (Ужгород, 2004).

## Нагороди
Скульптор неодноразово відзначений нагородами та преміями:
- лауреат обласної премії в галузі образотворчого мистецтва ім. А. Ерделі та Й. Бокшая (1996)[2]
- почесні грамоти облдержадміністрації та ін.
- почесне звання «Заслужений художник України» (2017)[3]

## Роботи
Михайло Михайлюк — автор численних художньо-меморіальних таблиць у Мукачево, Ужгороді та інших містах України. У його творчому доробку понад 200 скульптур у бронзі, дереві, бетоні, камені, кованій міді.
Твори митця знаходяться в багатьох приватних колекціях в Україні та за кордоном, зокрема, у Закарпатському художньому музеї ім. Й. Бокшая, краєзнавчих музеях Ужгорода, Хмельницького, Ярмолинців тощо.

### Монументальні

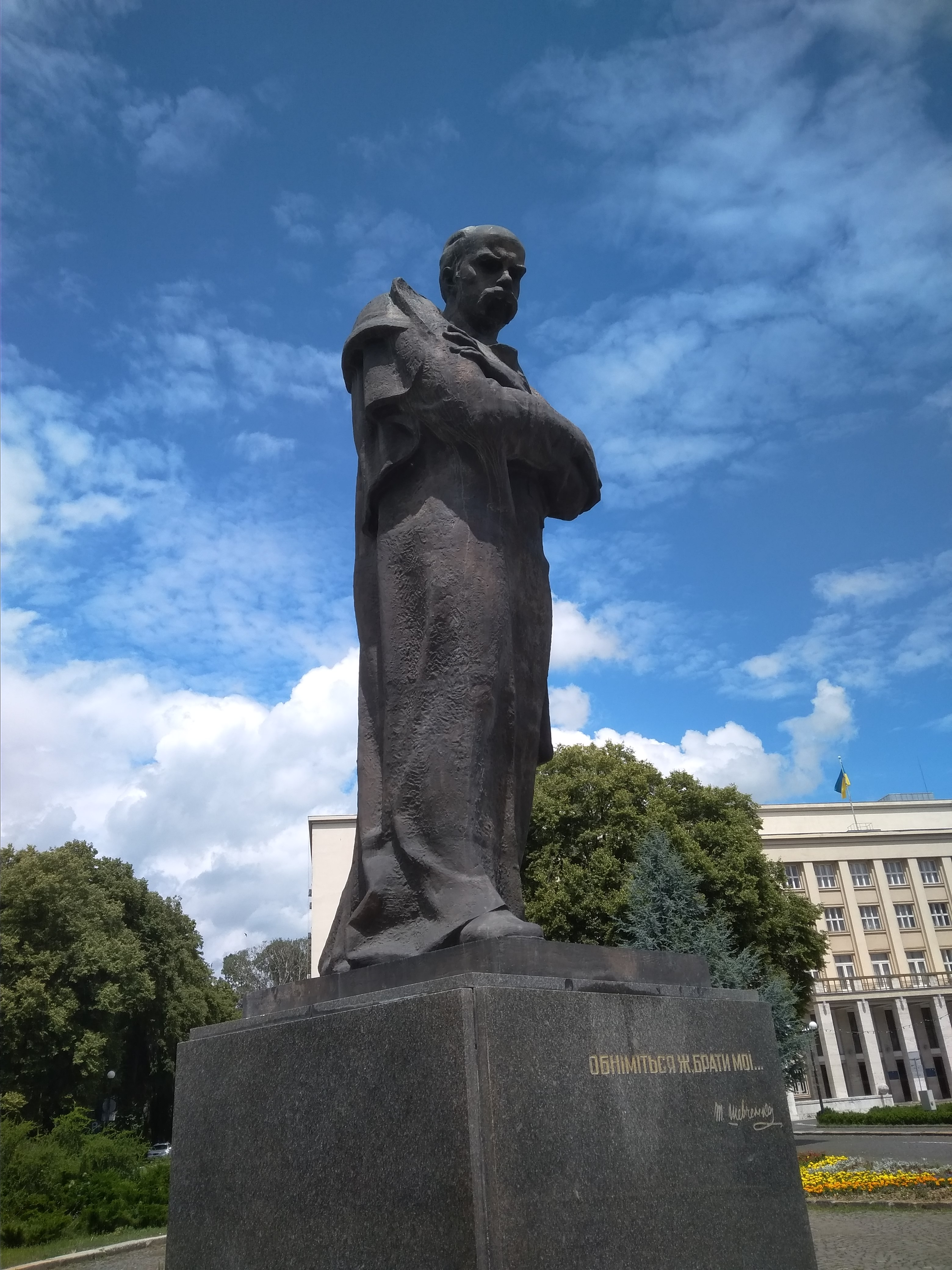
Пам'ятник Тарасові Шевченку, (Ужгород, 1999)

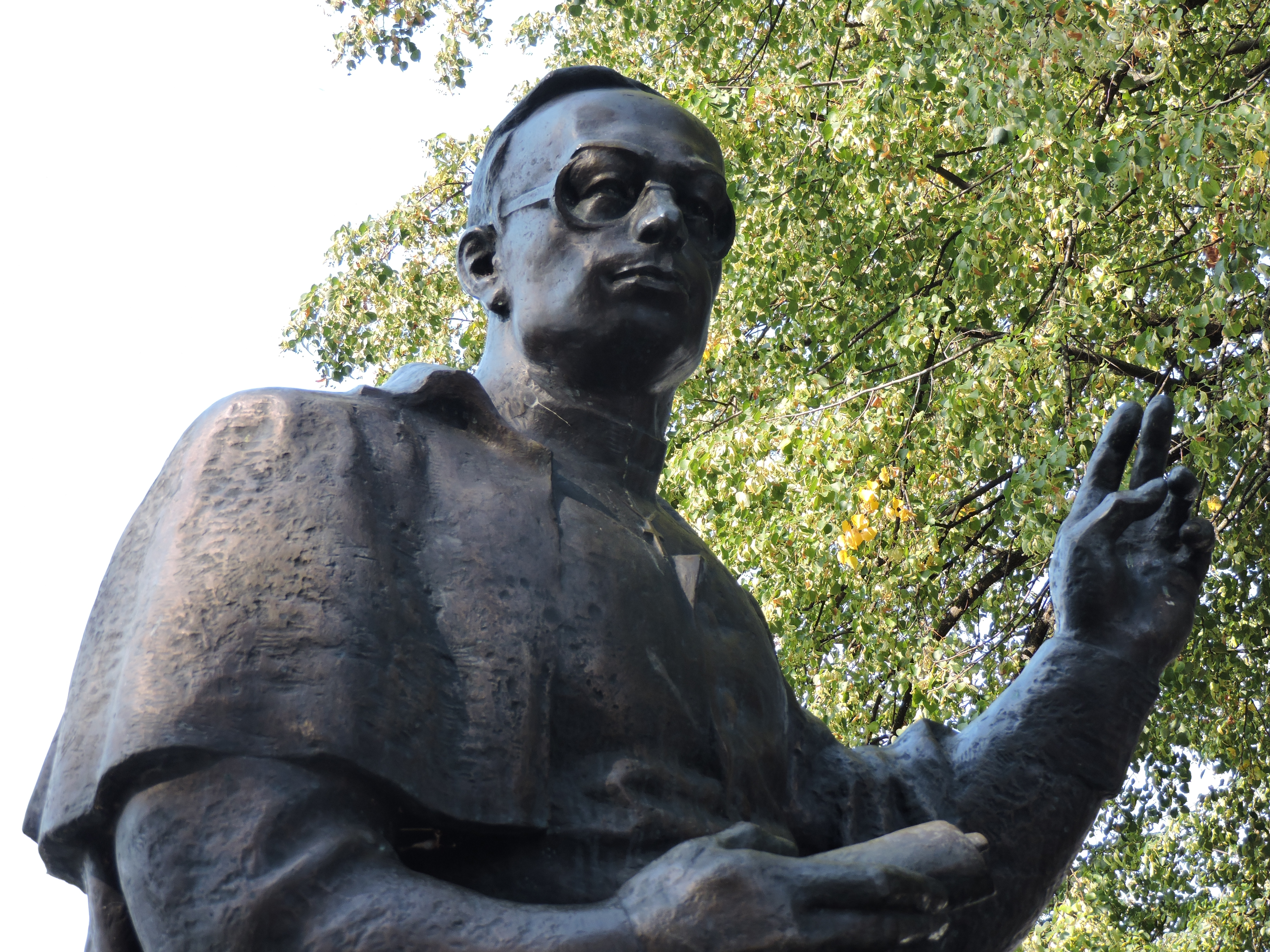
Пам'ятник о. Августинові Волошину, (Ужгород, 2003)

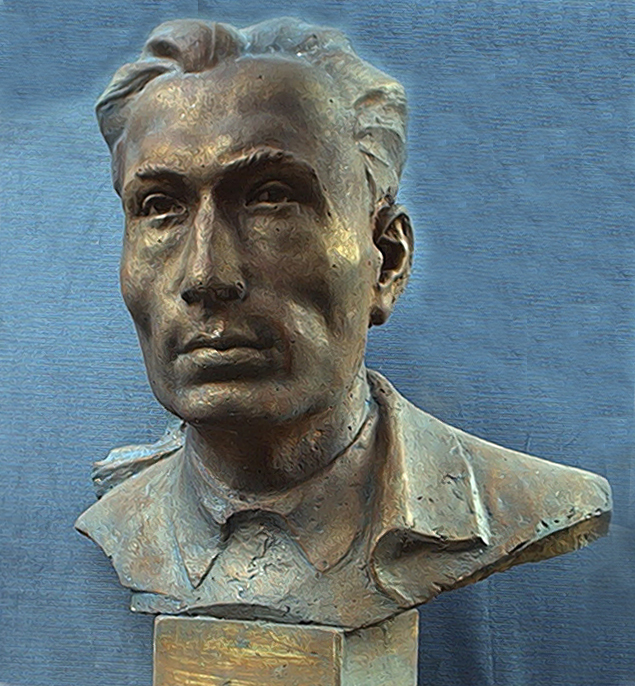
Меморіальний бюст «Борцю за волю України» М. Шев'яку, (Мшанець, 2000)

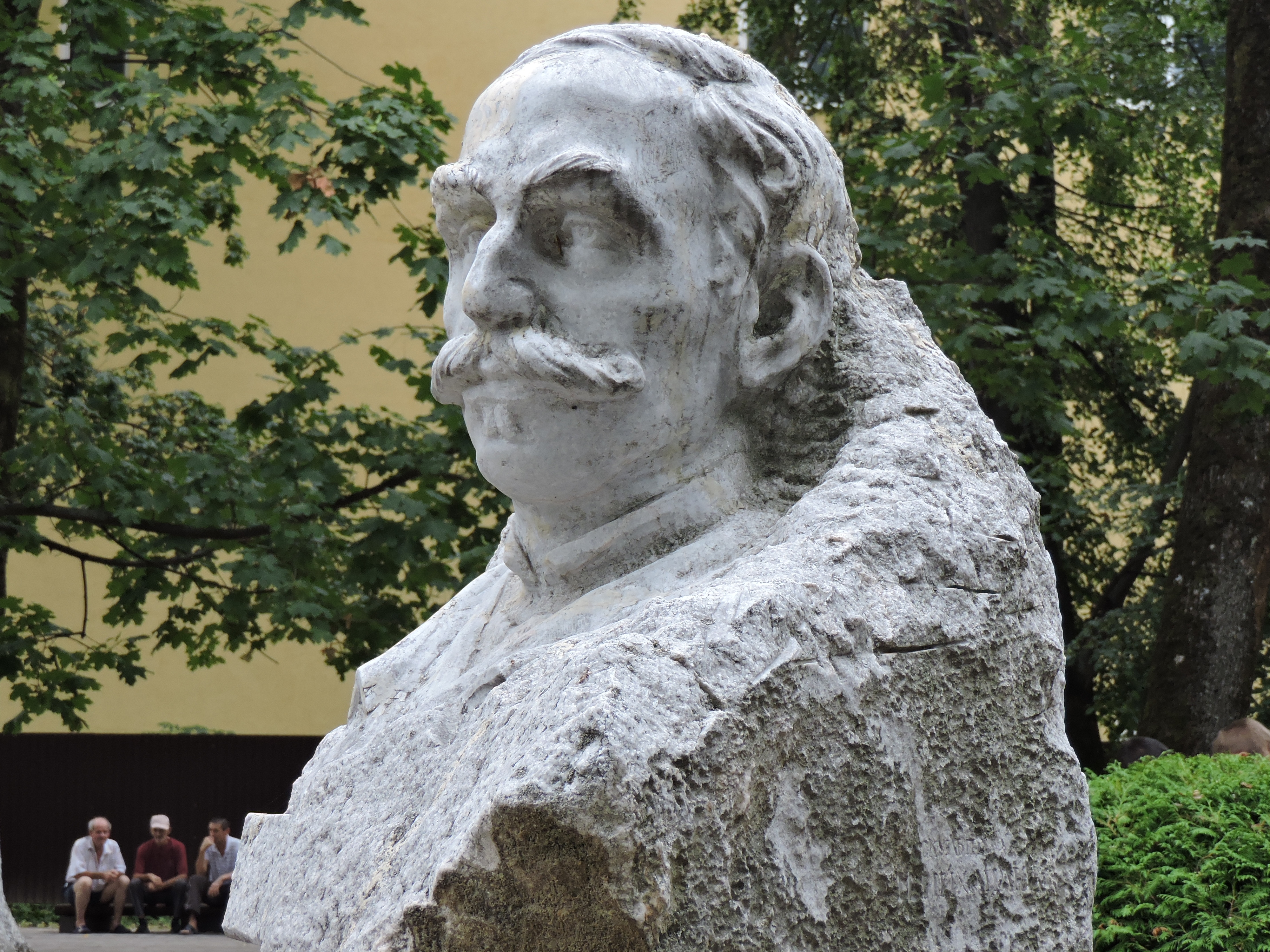
Пам'ятник доктору А. Новаку, (Ужгород, 2002)

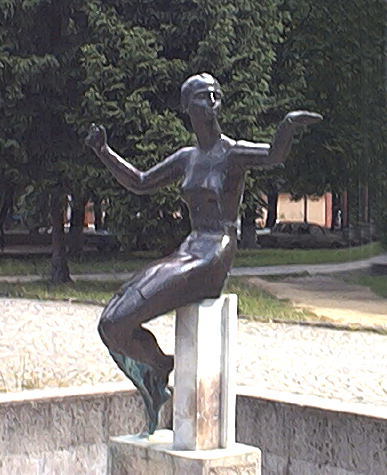
Композиція «Весна», (Ужгород, 1989)

- Композиція «Земля» (Ужгород, 1987)
- меморіальна дошка для музею А. Коцки (Ужгород, 1990)
- Художньо-меморіальна таблиця «Вязням Ковнера» (Мукачеве, 1991)
- Художня таблиця А. Штефану, (Мукачівська гімназія, 1992)
- Художньо-меморіальна таблиця професору В. Сливці (Ужгород, 2005)
- Погруддя єпископа І. Маргітича, (Боржавське, 2006)
- Меморіальна таблиця Народному художнику України В. Свиді (Ужгород, 2017)

### Станкові
- «Марічка» (1971, дерево)
- «Портрет Матері» (1971, кована мідь)
- «Іван Труш» (1972, гіпс)
- «Ранок» (1973, дерево)
- «Дума про матір» (1975, алюміній)
- «Спомин» (1976, гіпс)
- Портрет батька (1977, граніт)
- «Скульптор С. Коньонков» (1976, дерево, портрет)
- «Материнство» (1979,
- «Козачий полковник Д. Нечай» (1979, гіпс, портрет)
- «Художник Ф. Манайло» (1982, дерево, портрет)
- Портрет лікаря Василя Микити (1982, гіпс)
- «Іван Богун» (1982, гіпс)
- «А. Коцка» (1987, дерево, портрет)
- «Мадонна білосніжна» (1991, мармур)
- «Тарас Шевченко» (1993, гіпс)
- «Христос» (1993, портрет)
- «Чекання» (1996, мармур)
- Портрет І. Маргітича (2001, мармур)
- «Августин Волошин» (2002, гіпс)[5]
- «Іван Мазепа» (2004, гіпс)
- «Стихії» (2007, мармур)